# TNT (série)
TNT é uma série de televisão exibida pela emissora brasileira Rede Globo entre 28 de abril a 9 de junho de 1965. Escrita por Joaquim Assis e Dino Menasche, direção de Haroldo Costa. Teve 7 capítulos.

## Sinopse
Três jovens modelos, Tânia, Nara e Tetê, saem em viagens de promoção da moda brasileira pelo mundo afora. Em cada cidade visitada, as moças envolvem-se em aventuras, tendo como cenário, locais típicos, como o Museu do Louvre, em Paris, a Galeria do Vaticano, em Roma, o Teatro Kabuki, em Tóquio, e o Palácio de Buckingham, em Londres.

## Elenco
- Vera Barreto Leite - Tânia
- Márcia de Windsor - Nara
- Thaís Moniz Portinho - Tetê
- Agildo Ribeiro - repórter
- Betty Faria - secretária
- Milton Carneiro - dono da agência